# Yuriy Krivtsov
Pour les articles homonymes, voir Kryvtsov.
Yuriy Krivtsov (en ukrainien : Юрій Іванович Кривцов, Iouriy Ivanovytch Kryvtsov) est un coureur cycliste franco-ukrainien né le 7 février 1979 à Pervomaïsk. Il est professionnel de 2002 à 2012.

## Biographie
Champion d'Ukraine sur route en catégorie juniors en 1997, puis espoirs en 1998 et 2001, Yuriy Krivtsov participe à plusieurs reprises aux championnats du monde des moins de 23 ans. En 1999, il est 65e de la course en ligne et 29e du contre-la-montre. L'année suivante, il est 29e de la course en ligne et 39e du contre-la-montre. Il obtient son meilleur résultat en 2001 : onzième du contre-la-montre espoirs, tandis que son coéquipier de l'équipe d'Ukraine Yaroslav Popovych s'impose sur la course en ligne.
Yuriy Krivtsov passe professionnel en 2002 chez Jean Delatour. Il court à partir de 2004 chez AG2R Prévoyance, devenue ensuite AG2R La Mondiale. Cette année-là, il décroche le titre de champion d'Ukraine du contre-la-montre.
Au cours de l'année 2010, il obtient la nationalité française.
Son frère Dmytro est également coureur professionnel, au sein de l'équipe Lampre-ISD. Début février 2012, il rejoint son frère dans cette équipe.
Yuriy Krivtsov, arrivé hors-délai en compagnie de son coéquipier Alessandro Petacchi préalablement victime d'une chute, est éliminé du Tour de France 2012 à l'issue de la 11e étape.

## Palmarès

### Carrière amateur
- 1996
  -  Médaillé de bronze du championnat du monde du contre-la-montre juniors
- 1997
  -  Champion d'Ukraine sur route juniors
- 1998
  -  Champion d'Ukraine sur route espoirs
  - 2e du championnat d'Ukraine du contre-la-montre
- 1999
  - 3e (contre-la-montre) et 4e étapes des Trois Jours des Mauges
  - Critérium des As
  - Prix de la Saint-Laurent Espoirs
  - Deux Jours cyclistes de Machecoul :
    - Classement général
    - 2e étape (contre-la-montre)

  - Chrono des Nations espoirs
  - 2e du Chrono de Rochecorbon
  - 3e des Trois Jours des Mauges
  - 9e du championnat d'Europe du contre-la-montre espoirs
- 2000
  -  Champion d'Ukraine du contre-la-montre espoirs
  - 3e étape des Boucles de la Mayenne (contre-la-montre)
  - 3e étape du Tour de la Dordogne (contre-la-montre)
  - Chrono de Rochecorbon
  - 2e du Grand Prix de la Tomate
  - 2e du Chrono des Nations espoirs
- 2001
  -  Champion d'Ukraine sur route espoirs
  -  Champion d'Ukraine du contre-la-montre espoirs
  - Circuit du Mené :
    - Classement général
    - 1re étape (contre-la-montre)

  - Tour des Cantons de Mareuil-Verteillac :
    - Classement général
    - 2eétape (contre-la-montre)

  - 3e étape des Boucles de la Mayenne (contre-la-montre)
  - Grand Prix de la Tomate
  - 3e étape du Tour des Landes
  - 1re étape du Circuit des Trois Provinces
  - Chrono des Nations espoirs
  - 2e de Paris-Mantes-en-Yvelines
  - 2e du Circuit des Trois Provinces
  - 2e du Grand Prix des Nations espoirs
  - 3e du championnat d'Ukraine du contre-la-montre
  - 6e du championnat d'Europe du contre-la-montre espoirs
  - 7e du championnat d'Europe sur route espoirs

### Carrière professionnelle
| - 2002 - Prix des blés d'or - 3e du Tour de Bavière - 3e du Grand Prix des Nations - 2003 - 3ea étape du Circuit de la Sarthe - 2e étape du Tour de Romandie - 5e étape du Tour de l'Avenir - 3e du championnat d'Ukraine du contre-la-montre - 2004 - Champion d'Ukraine du contre-la-montre | - 2005 - 2e du Duo normand (avec Erki Pütsep) - 2006 - 2e du championnat d'Ukraine du contre-la-montre - 2009 - 3e du Chrono des Nations-Les Herbiers-Vendée - 2010 - 2e du championnat d'Ukraine du contre-la-montre |  |

## Résultats sur les grands tours

### Tour de France
4 participations
- 2003 : 85e
- 2004 : 95e
- 2005 : 90e
- 2012 : hors délais (11e étape)

### Tour d'Italie
6 participations
- 2006 : 114e
- 2007 : 71e
- 2008 : 107e
- 2009 : 116e
- 2010 : 83e
- 2011 : 119e

### Tour d'Espagne
1 participation
- 2007 : 48e